# Acrolejeunea inflexa
Acrolejeunea inflexa là một loài Rêu trong họ Lejeuneaceae. Loài này được (Gottsche) Pearson mô tả khoa học đầu tiên năm 1892.